# 艾济约
艾济约（法語：Ayzieu，法語發音：[ɛzjø]）是法国热尔省的一个市镇，属于孔东区。

## 地理
艾济约（43°50'59"N, 0°1'2"W）面积13.84 平方千米，位于法国奧克西塔尼大區热尔省，该省份为法国西南部内陆省份，北起顺时针与洛特-加龙省、塔恩-加龙省、上加龙省、上比利牛斯省、大西洋比利牛斯省和朗德省接壤。
与艾济约接壤的市镇（或旧市镇、城区）包括：布鲁扬、康帕涅达马尼亚克、卡佐邦、利亚斯达马尼亚克、芒谢、马尔盖斯托。

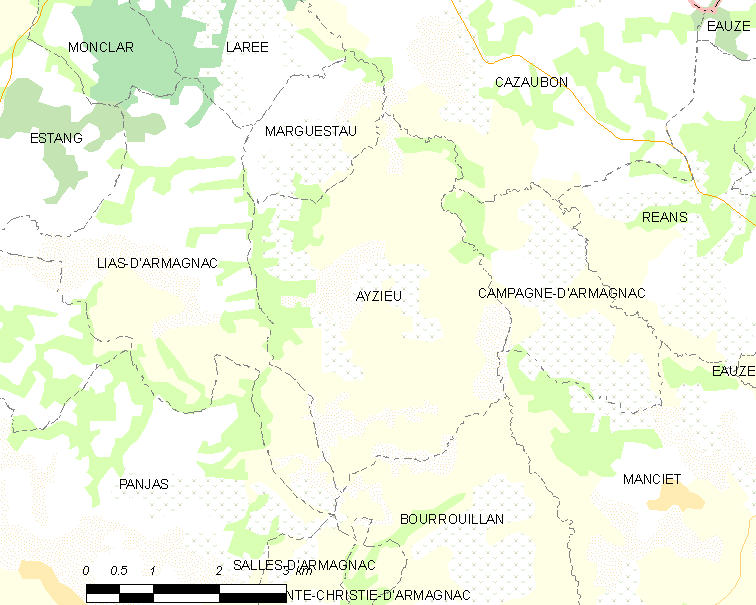
艾济约的OSM定位图

艾济约的时区为UTC+01:00、UTC+02:00（夏令时）。

## 行政
艾济约的邮政编码为32800，INSEE市镇编码为32025。

## 政治
艾济约所属的省级选区为大下阿马尼亚克县。

## 人口

1962-2008年间艾济约人口变化图示

艾济约于2022年1月1日时的人口数量为159人。